# Isopache
Isopache  ist in den Geowissenschaften eine Linie (Isolinie) gleicher Mächtigkeit einer geologischen Schicht in der Kartendarstellung einer Isopachenkarte.

## Verwendung und Bedeutung von Isopachenkarten

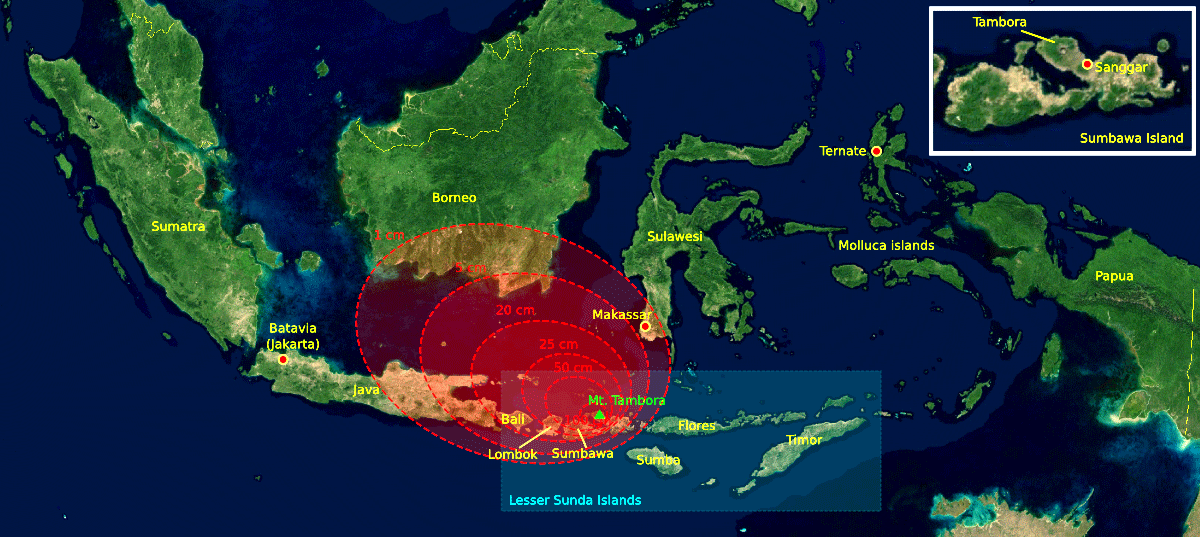
Isopachen der Aschenmächtigkeit nach dem Ausbruch des Tambora im Jahr 1815

Isopachen werden wie Höhenlinien (Isohypsen) als Linien in Isopachenkarten zusammengestellt. Erst durch diese kartographische Zusammenstellung sind Isopachen zur Auswertung nützlich.
Die Darstellung von Isopachen in Karten ist vor allem für wirtschaftlich nutzbare Formationen und in Forschungsprojekten von Interesse. Beispiele sind unter anderem die Darstellung von
- Lagerstätten oder Hoffnungsgebieten,
- weitreichenden Sedimentschichten, etwa auf Ozeanböden
- Massenrohstoffen wie Kohle und Salz
- speziellen geologischen Horizonten
- Eismächtigkeiten in Gletschern
- Mächtigkeitsverteilungen vulkanischer Aschen bei Vulkanausbrüchen.

Aus Isopachenkarten können auch andere Darstellungen abgeleitet werden, wie etwa die Darstellung der Mächtigkeit als Farbcode.

## Herstellung von Isopachenkarten

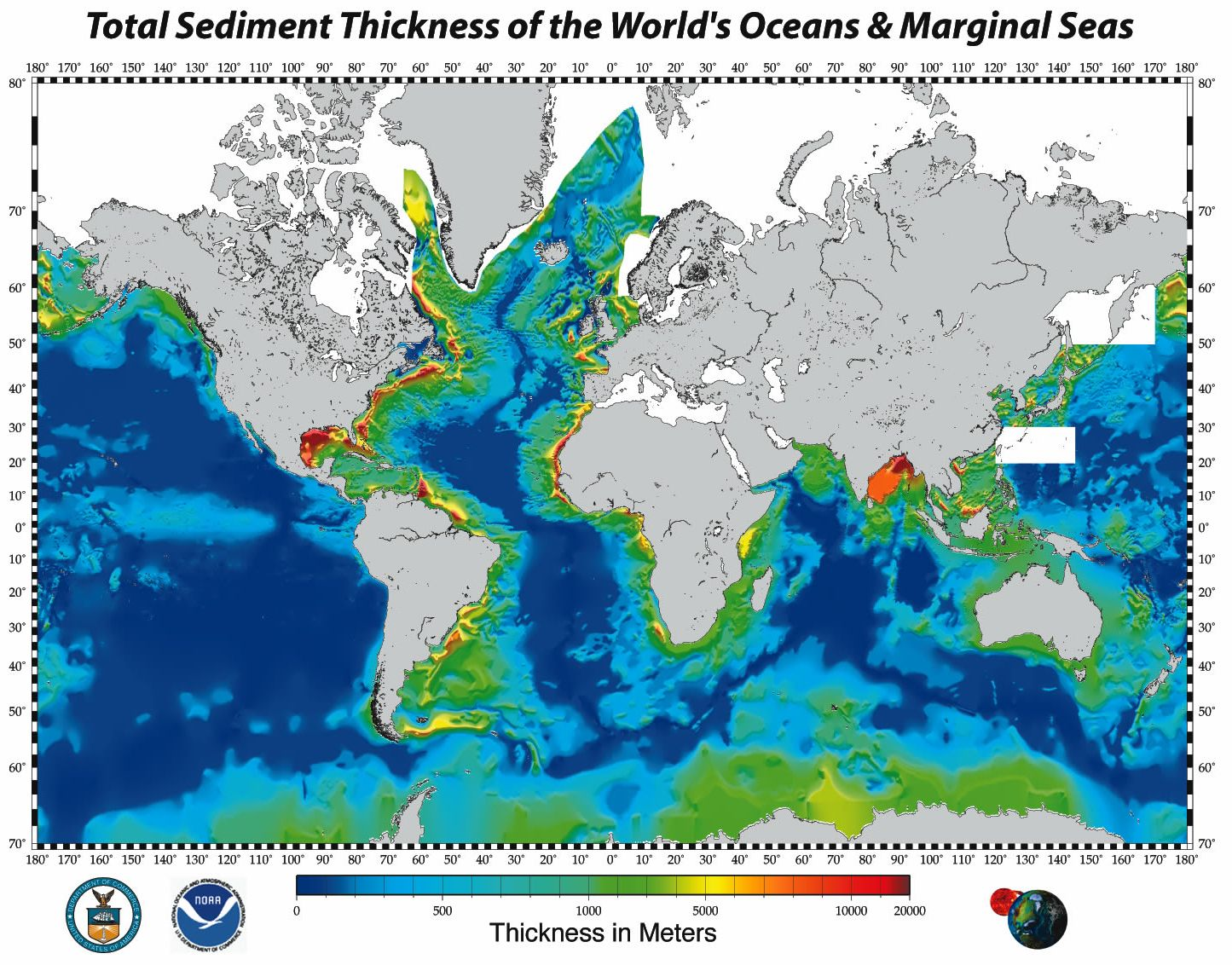
Farbkodierte Karte der Sedimentmächtigkeit in den Ozeanen (Quelle: National Geophysics Data Center, USA)

Die existierenden Daten (Daten aus der Literatur, eigene Untersuchungen) des darzustellenden geologischen Körpers wie etwa die Mächtigkeit eines Gletschers an bestimmten Punkten oder die Dicke einer Kohleschicht in verschiedenen Strecken eines Bergwerks werden in einer Kartenansicht eingetragen. Zwischen den einzelnen Daten wird anschließend die Mächtigkeitsabstufung interpoliert. In einfachen Fällen kann dies etwa geschehen, indem die Entfernung der Datenpunkte durch den Mächtigkeitsunterschied zwischen zwei Datenpunkten geteilt wird, um den Mächtigkeitszuwachs pro Entfernungseinheit zu bestimmen. Je nach gewünschter Schrittweite kann zwischen den beiden Punkten derjenige Punkt ermittelt werden, der einer darzustellenden Mächtigkeit entspricht.
Beispiel: Eine Isopachenkarte eines Gletschers soll in Abstufungen der Isopachen von 50 m gezeichnet werden. In Punkt A ist die Mächtigkeit des Gletschereises 100 m, in Punkt B beträgt sie 200 m, der Unterschied beträgt also 100 m. Die beiden Punkte sind 1.000 m voneinander entfernt. Die Rechnung ergibt zehn Meter Mächtigkeitsunterschied auf 100 m Strecke zwischen den Punkten. Ein Mächtigkeitsunterschied von 50 m ist also gleich einer Strecke, die auf der Karte 500 m entspricht.
Nach der Ermittlung aller nötigen Mächtigspunkte werden diese durch Isopachen verbunden.

## Datengrundlagen von Isopachenkarten

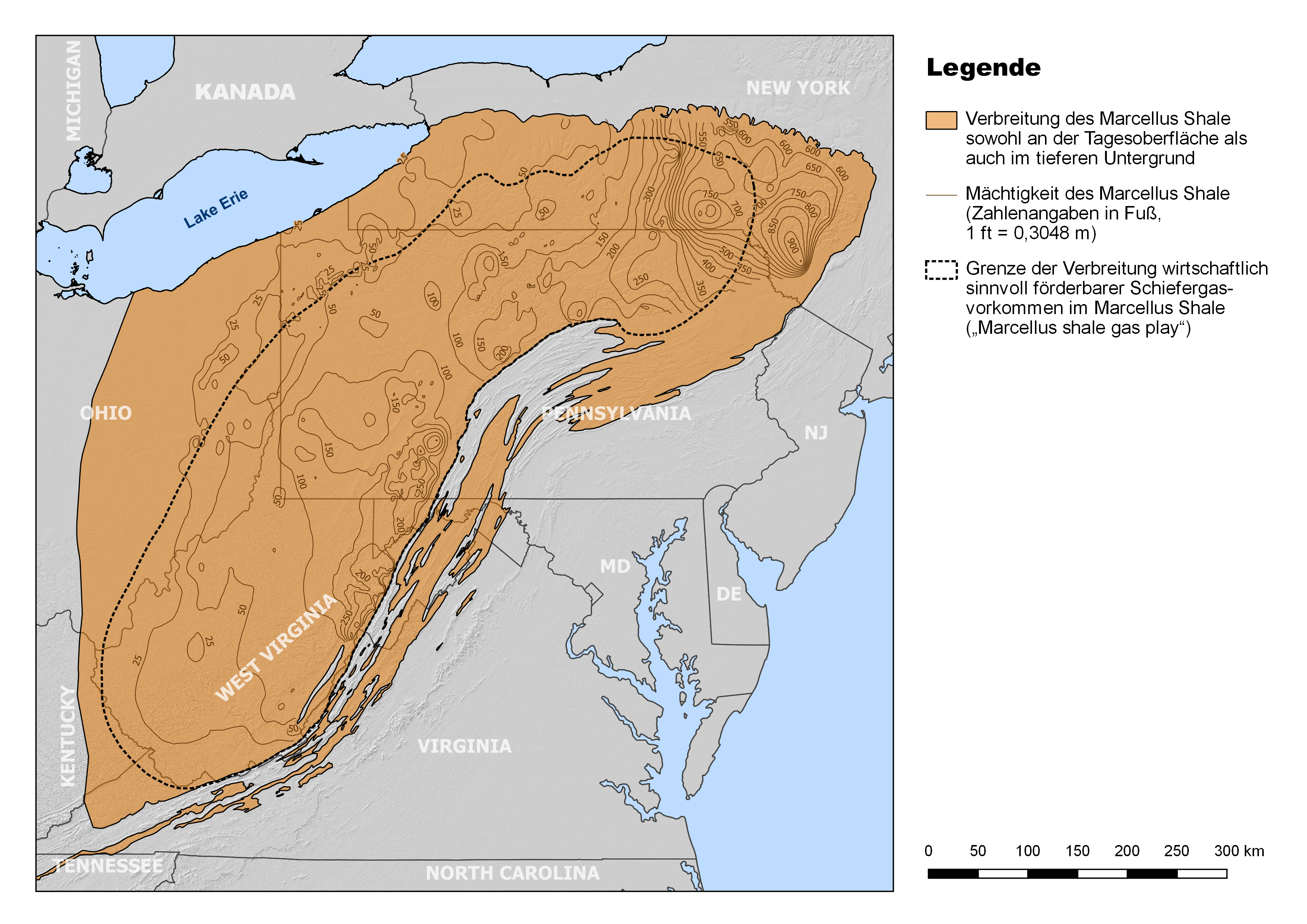
Isopachenkarte der Marcellus-Formation

Grundlage der Ermittlung von Isopachen sind im Normalfall punkt- oder linienförmige sowie seltener flächenhafte Mächtigkeitsdaten des darzustellenden geologischen Körpers.
Punktförmige Daten über Mächtigkeiten stammen vornehmlich aus
- geologischen Aufschlüssen wie Felswänden, Steinbrüchen, Straßeneinschnitten und Bergwerken (vgl. Aufnahme (Geologie))
- Bohrungen verschiedener Art wie
  - Explorationsbohrungen
  - wissenschaftliche Bohrungen, u. a.
    - kontinentale Tiefbohrprogramme wie das Kontinentale Tiefbohrprogramm der Bundesrepublik Deutschland (KTB) und das International Continental Scientific Drilling Program (ICDP)
    - marine Tiefbohrungen wie das internationale Ocean Drilling Program (ODP) und das Deep Sea Drilling Project (DSDP)

Linienhafte Daten über Mächtigkeiten lassen sich gewinnen durch
- systematisch angelegte Seismik-Profile
- Georadar
- Gravimetrie und begleitende Modelle für den vertikalen und horizontalen Verlauf der Dichte

Flächenhafte Mächtigkeitsdaten werden gewonnen aus
- Oberflächenkartierungen
- geophysikalischen Kartiermethoden wie
  - Ultraschall-Messungen
  - geoelektrische Kartierung
  - geomagnetische Kartierung
  - seismische Kartierung bei genügender Datendichte